# Chiesetta della Madonna della Cintola
La chiesetta-oratorio della Madonna della Cintola si trova a Val Mara, nella frazione di Maroggia, sul ciglio dell'antica strada per Bissone.

## Descrizione

### Esterno
Sorta al posto di una cappella cinquecentesca, è un'aula in mattoni a pianta ovale con coro rettangolare, eretto negli anni 1731-1766. La facciata convessa ha due ordini di lesene e pilastri. Subì un restauro diretto dall'architetto Tita Carloni di Rovio nel biennio 1975-1976. 

### Interno
All'interno pilastri con capitelli corinzi reggono un cornicione perimetrico su cui s'imposta una cupola ottagonale con tre finestre nelle lunette; gli affreschi sono del secolo XIX.
Sull'altare in stucco è presente una immagine della Madonna dell'inizio del secolo XVI, proveniente dalla distrutta cappella precedente. Le statue di san Diego d'Alcalá, san Rocco e san Giuseppe, poste nelle nicchie, sono opera del 1921 di Apollonio Pessina.